# Айянгар, Мадабуши Анантзайанам
Мадабуши Анантзайанам Айянгар (англ. Madabhushi Ananthasayanam Ayyangar, хинди अनन्त शयनम् अयंगार; 4 февраля 1891, дер. Тиручанур, Мадрасское президентство, Британская Индия — 19 марта 1978) — индийский государственный деятель, спикер Лок сабхи (1956—1962).

## Биография
После получения степени в колледже Пачайаппы, Мадрас, он в 1913 г. получил степень в области права в Мадрасском юридическом колледже.
Трудовую деятельность начал в 1912 г. в качестве преподавателя математики, с 1915 по 1950 гг. занимался адвокатской практикой, избирался председателем коллегии адвокатов Читтура. Вдохновленный Махатмой Ганди и отвечая на призыв того «Не сотрудничать» с британским истеблишментом, он приостановил свою юридическую практику на один год (в течение 1921—1922 гг.). Активно участвовал в борьбе за независимость Индии и дважды был заключен в тюрьму почти на три года (в период с 1940 по 1944 гг.). Возглавлял окружное отделение Индийского национального конгресса (ИНК). 
Также он активно поддерживал кооперативное движение, избирался директором Кооперативного районного банка Читтура.
В 1934 г. был избран членом Центральной законодательной ассамблеи. После провозглашения независимости страны избирался депутатом Лок сабхи 1-го и 2-го созывов (1962—1962). В 1946—1947 гг. являлся секретарем парламентской фракции ИНК.
В 1948 г. был избран заместителем спикера Учредительного собрания, а с 1950 по 1952 гг. — Временного парламента. С 1952 по 1956 гг. — заместитель, а с 1956 по 1962 г. занимал пост спикера нижней палаты индийского парламента. В 1962—1967 гг. являлся губернатором штата Бихар. 
Являлся экспертов в области индологии, сравнительной религии, философии, санскрита, санскритской литературы. Также был известен как непримиримы противник кастовой системы, был последовательным борцом за права хариджанов.
В 2007 г. в его родном городе Тирупати была установлена бронзовая статуя политика.